# Kontraband (komiks)
Kontraband je komiksová kniha, která vyšla v roce 2005 u nakladatelství Mot. Osm autorů v ní ztvárňuje vybrané písně skupiny Traband.

## Autoři a písně
| Autor komiksu      | Název písně                | Album s písní    |
| ------------------ | -------------------------- | ---------------- |
| Jan Turnovec       | Road Movie                 | Road Movie       |
| Silvie Gajdošíková | Lano, co k nebi nás poutá  | Hyjé!            |
| Jiří Zimčík        | Historka z podsvětí        | Kolotoč          |
| Matěj Němeček      | Na širém moři              | Kolotoč          |
| Petr Včelka        | Trosečník                  | Kolotoč          |
| Jana Soppé         | Cirkus Praha               | Kolotoč          |
| Adam Pelda         | V čekárně u doktora        | 10 let na cestě  |
| Jan Bažant         | Jak to všechno pěkně roste | O čem mluví muži |